# العلاقات الآيسلندية الساموية
العلاقات الآيسلندية الساموية هي العلاقات الثنائية التي تجمع بين آيسلندا وساموا.

## مقارنة بين البلدين
هذه مقارنة عامة ومرجعية للدولتين:
| وجه المقارنة                                              | آيسلندا          | ساموا                        |
| --------------------------------------------------------- | ---------------- | ---------------------------- |
| المساحة (كم2)                                             | 103.00 ألف       | 2.84 ألف                     |
| عدد السكان (نسمة)                                         | 317.35 ألف       | 196.44 ألف                   |
| الكثافة السكانية (ن./كم²)                                 | 3.08             | 69.17                        |
| العاصمة                                                   | ريكيافيك         | أبيا                         |
| اللغة الرسمية                                             | اللغة الآيسلندية | لغة إنجليزية، اللغة الساموية |
| العملة                                                    | كرونة آيسلندية   | تالا ساموي                   |
| الناتج المحلي الإجمالي (بليون دولار)                      | 23.91 مليار      | 856.63 مليون                 |
| الناتج المحلي الإجمالي (تعادل القوة الشرائية) بليون دولار | 15.79 مليار      | 1.15 مليار                   |
| الناتج المحلي الإجمالي الاسمي للفرد دولار أمريكي          | 50.17 ألف        | 3.94 ألف                     |
| الناتج المحلي الإجمالي للفرد دولار أمريكي                 | 46.55 ألف        | 5.79 ألف                     |
| مؤشر التنمية البشرية                                      | 0.899            | 0.702                        |
| رمز المكالمات الدولي                                      | +354             | +685                         |
| رمز الإنترنت                                              | .is              | .ws                          |
| المنطقة الزمنية                                           | 00، أوروبا/لندن ‏ | ت ع م+13:00                  |

## منظمات دولية مشتركة
يشترك البلدان في عضوية مجموعة من المنظمات الدولية، منها:
| علم المنظمة | اسم المنظمة                               | تاريخ انضمام آيسلندا | تاريخ انضمام ساموا |
| ----------- | ----------------------------------------- | -------------------- | ------------------ |
|             | وكالة ضمان الاستثمار متعدد الأطراف        | 25 سبتمبر 1998       | 27 سبتمبر 2002     |
|             | منظمة الشرطة الجنائية الدولية             | ?                    | ?                  |
|             | منظمة حظر الأسلحة الكيميائية              | ?                    | ?                  |
|             | منظمة التجارة العالمية                    | ?                    | ?                  |
|             | الأمم المتحدة                             | 19 نوفمبر 1946       | 15 ديسمبر 1976     |
|             | مؤسسة التمويل الدولية                     | 20 يوليو 1956        | 28 يونيو 1974      |
|             | يونسكو                                    | 8 يونيو 1964         | 3 أبريل 1981       |
|             | مؤسسة التنمية الدولية                     | 19 مايو 1961         | 28 يونيو 1974      |
|             | البنك الدولي للإنشاء والتعمير             | 27 ديسمبر 1945       | 28 يونيو 1974      |
|             | المركز الدولي لتسوية المنازعات الاستشارية | 14 أكتوبر 1966       | 25 مايو 1978       |
|             | الاتحاد البريدي العالمي                   | ?                    | ?                  |
|             | الاتحاد الدولي للاتصالات                  | 1 أكتوبر 1906        | 7 أكتوبر 1988      |

## وصلات خارجية
- موقع وزارة الخارجية الآيسلندية